# Lekkoatletyka na Letnich Igrzyskach Paraolimpijskich 2004 – rzut dyskiem kl. F56 mężczyzn
W rzucie dyskiem kl. F56 (zawodnicy na wózkach inwalidzkich) mężczyzn podczas Letnich Igrzysk Paraolimpijskich 2004 rywalizowało ze sobą 11 zawodników.

## Wyniki

### Finał
| Poz. | Zawodnik                | Narodowość        | Rezultat | Uwagi |
| ---- | ----------------------- | ----------------- | -------- | ----- |
| 1    | Mohammad Sadeghimehryar | Iran              | 37.52    | WR    |
| 2    | Miroslav Sperk          | Czechy            | 37.30    |       |
| 3    | Tanto Campbell          | Jamajka           | 37.04    |       |
| 4    | Mohammad Dabbagh Zadeh  | Iran              | 34.99    |       |
| 5    | Mahmoud Abd Elsemea     | Egipt             | 34.13    |       |
| 6    | Jeffrey Hantz           | Stany Zjednoczone | 30.67    |       |
| 7    | Gerhard Wies            | Niemcy            | 29.96    |       |
| 8    | Willie Beattie          | Nowa Zelandia     | 28.34    |       |
| 9    | Joseph Christmas        | Stany Zjednoczone | 26.99    |       |
| 10   | Renee Ladera            | Wenezuela         | 24.01    |       |
|      | Leonardo Diaz Aldana    | Kuba              |          |       |